# Mike Belfiore
Mike Belfiore (New York, 3 ottobre 1988) è un ex giocatore di baseball statunitense della Minor League Baseball.

## Carriera
Nato a Commack nello stato di New York, Belfiore è ex un giocatore professionista della Minor League Baseball. Proveniente dal Boston College di Chestnut Hill, Massachusetts ha giocato inizialmente sia come Lanciatore che come Prima base fino al 2009, quando selezionato nel primo turno, come 45ª scelta assoluta del draft MLB 2009, dagli Arizona Diamondbacks, passò a tempo pieno al ruolo di lanciatore. Nel 2009 ha giocato poi con i Missoula Osprey mentre nel 2010 con i South Bend Silver Hawk della Minor League Baseball.
Belfiore è stato scambiato con i Baltimore Orioles il 12 maggio 2012, in cambio di Josh Bell. Ha disputato la sua unica partita nella MLB, il 27 settembre 2013 al Camden Yards di Baltimora, contro i Boston Red Sox.
Dal 3 aprile 2014 al 15 agosto 2015 ha militato in MiLB con i Detroit Tigers. Il 19 agosto ha firmato nuovamente con gli Orioles e a fine stagione divenne free agent, chiudendo di fatto la sua carriera nel professionismo.